# Torre Calzolari
Torre Calzolari è una frazione del comune di Gubbio (PG).
Il paese si trova lungo la strada provinciale che conduce da Gubbio a Fossato di Vico, 8 km a sud del capoluogo. In posizione rialzata rispetto alla pianura sottostante (522 m s.l.m.), è occupato da 106 abitanti.

## Storia[2]
La storia del paese si incrocia in gran parte con quella del castello medievale che ospita. Già nell'XI secolo, Castrum Turris Calzolarium svolgeva il suo compito di tutela della strada sottostante; esso era posseduto dall'Arte dei Calzolai di Gubbio. Gli imperatori Federico Barbarossa, Enrico VI e Ottone IV confermarono a più riprese questo possesso nel corso del XII secolo. Al suo interno permaneva una piccola guarnigione militare.
Nel XVI secolo passò alla famiglia Billi, inserito più in generale all'interno dei domini dei duchi di Urbino. Esso poi tornò nel 1631 sotto il dominio dello Stato della Chiesa, assieme a tutto il territorio eugubino.
Innocenzo X la inserì nella comunità di Scheggia e Clemente XI, dietro pressioni di Gubbio, la riassegnò al capoluogo.
Nel XIX secolo castello e villa vennero acquistate dal musicista vercellese Giuseppe Bossola, organista rinomato in tutto il mondo. Infine, nel XX secolo passò ai conti Bosca di Roveto.

## Monumenti e luoghi d'interesse
- Il Castello (XI secolo), ora trasformato in albergo, con una volta a botte nella sala d'ingresso, è sormontato da una torre merlata e adornata da trifore ed è collocato in un parco secolare.

Si ritiene sia stato edificato da Federico Barbarossa durante la sua campagna d'Italia utilizzando il sito come luogo di ristoro.Testimonianza architettonica dell'epoca è la volta 'a botte', tipica struttura dell'arte murata del Medioevo Eugubino. Del 'Platium Ser Nicolae' nome dell'epoca, si ritrovano indicazioni storiche nel 1411, seguendo il percorso di due portaordini citati in documenti del pubblico Archivio della Città di Gubbio. Durante il periodo Liberty assume l'attuale architettura. Da un atto notarile d'inizio secolo si parla della vendita del Castello dei Calzolari da parte di Ser Pernicchia a causa di debiti di gioco. L'ultima famiglia nobile che ha posseduto il Castello e la Villa Nobiliare attigua sono i Conti Bosca di Roveto, antichissima e nobile casa originaria delle Marche, elogiata dai Libanori dal Senatoconsulto della Repubblica di San Marino.  Il castello fu abitato dal Conte Mario e la Contessa Angela mentre la Villa fu al residenza della figlia Monica, che andò sposa a Don Ascanio dei Duchi Sforza Cesarini. La cerimonia di nozze, raffinata e sfarzosa, fu celebrata nella prestigiosa cornice della Cappella del Castello, tuttora consacrata.

## Infrastrutture e trasporti

### Ferrovie
Dal 1886 al 1945 era in funzione anche la Ferrovia Appennino Centrale a scartamento ridotto che partiva da Arezzo e arrivava fino a Fossato di Vico e a Torre Calzolari aveva la sua stazione ferroviaria.